# Patrick E. Haggerty
Pour les articles homonymes, voir Patrick Haggerty et Haggerty.
Patrick E. Haggerty (né le 17 mars 1914 à Harvey (Dakota du Nord), mort le 1er octobre 1980 à Dallas au Texas, est un ingénieur américain, homme d'affaires, cofondateur et ancien président de la société Texas Instruments.
Sous sa direction, la société qui était à l'origine un petit exploitant du domaine pétrolier, est devenue un des leaders de la conception et fabrication de l'industrie des semiconducteurs, et Texas Instruments a proposé de nombreuses innovations telles que le premier transistor à base de silicium, la première radio à base de transistors, le premier circuit intégré, et a participé à la conception et la production des premiers microprocesseurs.

## Distinctions
- 1969 : Médaille IRI[1]
- 1972 : David Packard Medal of Achievement
- 1975 : Médaille Henry-Laurence-Gantt